# Коронавірусна хвороба 2019 у Гібралтарі
Епідемія коронавірусної хвороби 2019 у Гібралтарі — це поширення пандемії коронавірусної хвороби 2019 на територію Гібралтару. Перший випадок хвороби на території Гібралтару зареєстровано 4 березня 2020 року. 11 листопада 2020 року зареєстрована перша смерть на території Гібралтару. Станом на 20 березня 2021 року на території Гібралтару зареєстровано 4270 випадків хвороби, 4148 одужань і 94 смерті від коронавірусної хвороби. Станом на квітень 2021 року Гібралтар став першою територією, де було вакциновано достатньо населення для досягнення колективного імунітету.

## Хронологія

### 2020

#### Березень-червень 2020 року
4 березня підтверджено перший випадок коронавірусної хвороби в Гібралтарі. Хворою була особа, яка повернулась з Північної Італії через аеропорт Малаги. Хворий направлений на самоізоляцію. 7 березня у цього хворого повторний тест був негативним, і йому дозволено припинити самоізоляцію. На цей день у Гібралтарі ще 63 особи знаходились у самоізоляції.
24 березня у Гібралтарі запроваджено повний локдаун, за деякими винятками для працівників та підприємств життєво необхідних галузей економіки, особи старші 70 років перейшли в режим самоізоляції.
Станом на 27 березня в Гібралтарі підтверджено 42 позитивних тести на COVID-19, в тому числі двоє працівників будинку престарілих на горі Альвернія.
Наприкінці березня на спортивному комплексі «Europa Sports Park» було завершено спорудження польової лікарні імені Флоренс Найтінгейл на 192 ліжка.
У квітні локдаун був продовжено до 22 травня, у Гібралтарі на 23 квітня було 4 активних випадки хвороби, 129 хворих одужали, проведено понад 2 тисячі тестів на коронавірус.
9 травня був відкритий кордон з Іспанією для жителів Іспанії, які уклали трудові контракти в Гібралтарі, щоб дозволити їм повернутися на роботу. Багатьом компаніям у Гібралтарі було дозволено відновити роботу з 4 травня.
До 14 травня у Гібралтарі було зареєстровано 147 випадків хвороби, з яких 144 одужали, смертельні випадки не були зареєстровані.
Станом на 1 червня в Гібралтарі було 12 активних випадків хвороби, ще у 7 осіб, які проживають в Іспанії та приїздять на роботу до Гібралтару, також виявлено позитивний результат тесту на коронавірус. На цей день проведено 7644 ПЛР-тести, позитивний результат виявлено в 170 випадках, 19 активних випадків хвороби та 151 одужань. Станом на 22 червня у Гібралтарі не було активних випадків хвороби, 176 хворих одужали, проведено 11129 тестувань на коронавірус. Активний випадок зареєстровано 27 червня.
18 червня запущено мобільний додаток «BEAT Covid Гібралтар», доступний як через Apple, так і Google, призначений зменшити передачу COVID-19 шляхом інформування користувачів про те, що вони були близькі до того, в кого виявлено позитивний результат тесту на коронавірус. Сповіщення надсилаються для попередження близької відстані з іншим користувачем програми, який знаходився на відстані 2 метрів від інфікованого протягом 15 хвилин або більше.

#### З липня по вересень 2020 року
Станом на 17 серпня на території Гібралтару було 19 активних випадків хвороби (17 жителів, 2 прибулих), 217 підтверджених випадків та 194 одужань. На той день 215 осіб знаходились на ізоляції, було проведено 27458 тестувань.
На 2 вересня зареєстровано 42 активних випадки хвороби (всі 42 випадки жителі території), 295 випадків хвороби та 240 одужань. 206 осіб знаходились в ізоляції, проведено 35256 тестів на коронавірус. З 8 вересня запроваджено заборону на зібрання понад 20 осіб із штрафом у розмірі 100 фунтів стерлінгів, при повторних порушеннях цей штраф може збільшитися до 10 тисяч фунтів стерлінгів, або замінений тюремним ув'язненням строком на 3 місяці. Станом на 20 вересня зареєстровано 21 активний випадок хвороби (всі жителі території), зареєстровано 350 випадів хвороби та 323 одужань. 172 особи знаходились в ізоляції, проведено 42458 тестувань на коронавірус.

#### З жовтня по грудень 2020 року
Зі збільшенням кількості позитивних тестів на коронавірус, що спричинило занепокоєння серед населення території, та задля уникнення чергового локдауну, уряд оголосив, що збільшить потужність лабораторних центрів до 1000 тестувань на день, та розпочне проводити тест слини на коронавірус у школярів та працюючих громадян раз на 2 тижні. Будинок для престарілих перейшов у режим повної ізоляції, з 23 жовтня рекомендовано зменшення кількості осіб, які можуть збиратися разом, до 16, в ресторанах встановлено обмеження до 8 осіб на стіл, зменшено кількість столів, і останні замовлення виконуються о 23:00, у барах останні замовлення виконуються о 21:00, закриття барів проводиться о 22:00, настійно рекомендується носити маски в громадських місцях. У середині жовтня зареєстровано 500 випадків коронавірусної хвороби.
Перша смерть від коронавірусної хвороби зареєстрована в Гібралтарі 11 листопада, друга 17 листопада, третя 19 листопада, всі троє в місцевому будинку престарілих. Четверта смерть зареєстрована у віковій групі 60 років, а п'ята у віковій групі 40 років, обидва хворі мали хронічні хвороби. Наприкінці листопада на території подолано рубіж у 1000 випадків хвороби.
Шоста смерть від COVID-19 у Гібралтарі зареєстрована 13 грудня у чоловіка у віковій групі 65-70 років, збільшення кількості випадків призвело до продовження комендантської години в 19:00 для барів та ресторанів з 18 грудня. Кількість випадків подвоїлася, переступивши позначку 2 тисячі в грудні, тоді ж запроваджено комендантську годину з 22:00 до 6:00, а також закрито всіх закладів, які не надають життєво необхідні послуги, включно перукарні та салони краси, до 10 січня.

### 2021
Після щоденного виявлення в середньому понад 100 випадків хвороби на день і відкритим другим реанімаційним відділенням було введено повний локдаун, протягом 14 днів мешканцям території не дозволялося виходити з дому, за винятком роботи, фізичних вправ, невідкладних потреб або медичних причин. Вакцинація проти COVID-19 розпочалася 10 січня з медичних працівників, які беруть безпосередню участь у боротьбі з епідемією.
18 січня повідомлено, що кількість смертей досягла 45, нараховувалось 681 активних випадків хвороби. Проте на той день вже було введено 5847 доз вакцини, що відповідає 17,3 % населення. До 26 січня щеплено 11073 осіб, що відповідає 33,8 % населення. 29 січня уряд Гібралтару оголосив, що І фаза програми вакцинації завершена, щеплено понад 12800 осіб (37,9 %). ІІ етап розпочався 31 січня, після отримання додаткової вакцини 30 січня, і передбачав другі дози для осіб з найбільшим ризиком, а також перші дози для осіб із підвищеним ризиком або пріоритетних працівників, які до того не були щеплені.
2 лютого підтверджено 79-ту смерть від коронавірусної хвороби. Також 2 лютого управління охорони здоров'я Гібралтару запровадило гарячу лінію для студентів, які навчаються за кордоном, зокрема у Великій Британії, для реєстрації на вакцинацію. Метою цього заходу було уникнення передачі вірусу студентами старшим, більш сприйнятливим, родичам після повернення додому.
18 березня Гібралтар першим у світі завершив COVID-вакцинацію, у регіоні було вакциновано все доросле населення, 26 тисяч осіб. 18 березня це підтвердив міністр охорони здоров'я та соціального забезпечення Великобританії Метью Генкок, повідомивши, що Гібралтар завершив вакцинацію всього дорослого населення проти COVID-19. У результаті Гібралтар став першою територією в світі, де це вдалося. За даними CNN, понад 90 % дорослих отримали принаймні одну дозу вакцини до 1 квітня, тоді як Medical Xpress заявив, що 85 % дорослих у Гібралтарі були «повністю щеплені» до 9 квітня. Крім того, більшість іспанців, які працюють на території, були вакциновані. У відповідь Гібралтар скасував більшість заходів, запроваджених під час пандемії, зокрема скасування обов'язкового носіння масок на відкритому повітрі. Станом на 4 травня протягом 6 тижнів на території не було жодної нової місцевої передачі вірусу.
Однак у липні кількість випадків хвороби знову зросла з піком у 361 випадок. У сплеску випадків звинуватили варіант Дельта. У відповідь уряд знову запровадив обмеження на зібрання, великі заходи були скасовані, а учасники невеликих заходів повинні були надати підтвердження вакцинації та негативний тест. Протягом літа 2021 року кількість випадків залишалася відносно низькою, і групам ризику розпочали робити ревакцинацію. Спалах місцевої передачі вірусу в жовтні, який призвів до збільшення випадків з 54 до 198 за місяць, змусив уряд висловити попередження щодо масових зібрань, але госпіталізація залишалася низькою. Вакцинація 12-15-річних також почалася наприкінці жовтня, напередодні запланованої середньострокової перерви у зв'язку з раннім надходженням вакцини Pfizer.